# Flutgrabenaue Waltersdorf
Die Flutgrabenaue Waltersdorf ist ein Naturschutzgebiet in den Gemeinden Schulzendorf, Schönefeld und Zeuthen, Landkreis Dahme-Spreewald, Brandenburg. Das Gebiet erstreckt sich zwischen den Schönefelder Ortsteilen Kiekebusch im Westen und Waltersdorf im Norden sowie Schulzendorf im Osten und dem Zeuthener Ortsteil Miersdorf im Süden. Nördlich verläuft die Bundesstraße 179 und westlich die Bundesautobahn 113. Unweit befindet sich der Flughafen Berlin Brandenburg.
Das rund 287,98 ha große Gebiet mit der Kennnummer 1180 wurde mit Verordnung vom 12. Februar 1998 unter Naturschutz gestellt. Zuständig ist das Landesumweltamt Brandenburg (Abteilung Ökologie, Naturschutz, Wasser).

## Naturschutz

### Naturschutzgebiet
Die Verordnung über das Naturschutzgebiet beinhaltet als Schutzzweck unter anderem:

„[…] als Standort seltener, in ihrem Bestand bedrohter, ökologisch bedeutsamer Pflanzengesellschaften, insbesondere der Feuchtwiesengesellschaften mit eingelagerten Röhrichten, Weidengebüschen und Niederungswäldern, des Fließgewässersystems mit den gut ausgebildeten Uferpflanzen- und Tauchblattgesellschaften, der die Niederungen besiedelnden Erlenbrüche und der das Landschaftsbild prägenden Feldgehölze, Kopfweiden und Alleen […] zur Erhaltung von Lebensstätten bestandsbedrohter wildlebender Tierarten, insbesondere der an reich strukturierte Offenlandschaften mit hohem Grünlandanteil sowie an Fließgewässer und Bruchwaldbereiche gebundenen Arten […] aus ökologischen Gründen zum Erhalt der abwechslungsreichen Kulturlandschaft der Flutgrabenaue durch die unterschiedlichen, vorrangig extensiv betriebenen Landnutzungsformen sowie zum Erhalt eines durch zunehmenden Besiedlungsdruck gefährdeten naturnahen Lebensraumes in unmittelbarer Nachbarschaft zum Ballungsraum Berlin […] wegen der besonderen Eigenart und Schönheit des Gebietes als eine weitestgehend unverbaute typische märkische Niederungslandschaft.“

### Lebensräume
Der Steckbrief des Naturschutzbundes Deutschland (NABU) listet die folgenden bedeutenden Pflanzenarten auf:
- Erlen- und Erlen-Eschenwälder
- Streuobstwiesen
- Glatthafer-Frischwiesen
- Sumpf- und Schlankseggenriede

## Flora und Fauna

### Pflanzen
Der NABU-Steckbrief listet die folgenden bedeutenden Pflanzenarten auf: Sumpf-Weidenröschen, Geflügeltes Johanniskraut, Flügel-Hartheu, Wiesen-Margerite und Gemeiner Froschlöffel.

### Tiere
Der NABU-Steckbrief listet die folgenden bedeutenden Tierarten auf:
- Vögel: Braunkehlchen, Weißstorch, Wachtelkönig, Rebhuhn, Kiebitz, Neuntöter und Wiesenpieper.